# Estació d'Aransa
Aransa és una estació d'esquí nòrdic situada al poble d'Arànser (Aransa en ortografia tradicional), al municipi de Lles de Cerdanya. El refugi es troba a la zona del Fornell. Envoltada per les muntanyes de la Tossa Plana de Lles (2.916 m) i el Pic del Sirvent (2.836 m), es troba a la conca on desaigüen els Estanys de la Pera cap al riu Segre.
L'estació va obrir l'any 1986. En total té 32 km de pistes d'esquí de fons situades entre les cotes de 1.850 i 2.150 m. Estan repartides segons dificultat en:
- Circuit verd: 5 km
- Circuit blau: 7,5 km
- Circuit vermell: 10 km
- Circuit negre: 5 km
- Circuit de passeig: 8 km

El circuit vermell del Mirador arriba a la cota més alta amb una excel·lent panoràmica sobre l'Alt Urgell, la Cerdanya i la serra del Cadí. El circuit de passeig fins a l'aixopluc de les Pollineres és una pista d'accés als Estanys de la Pera i comunica amb l'estació de Lles.

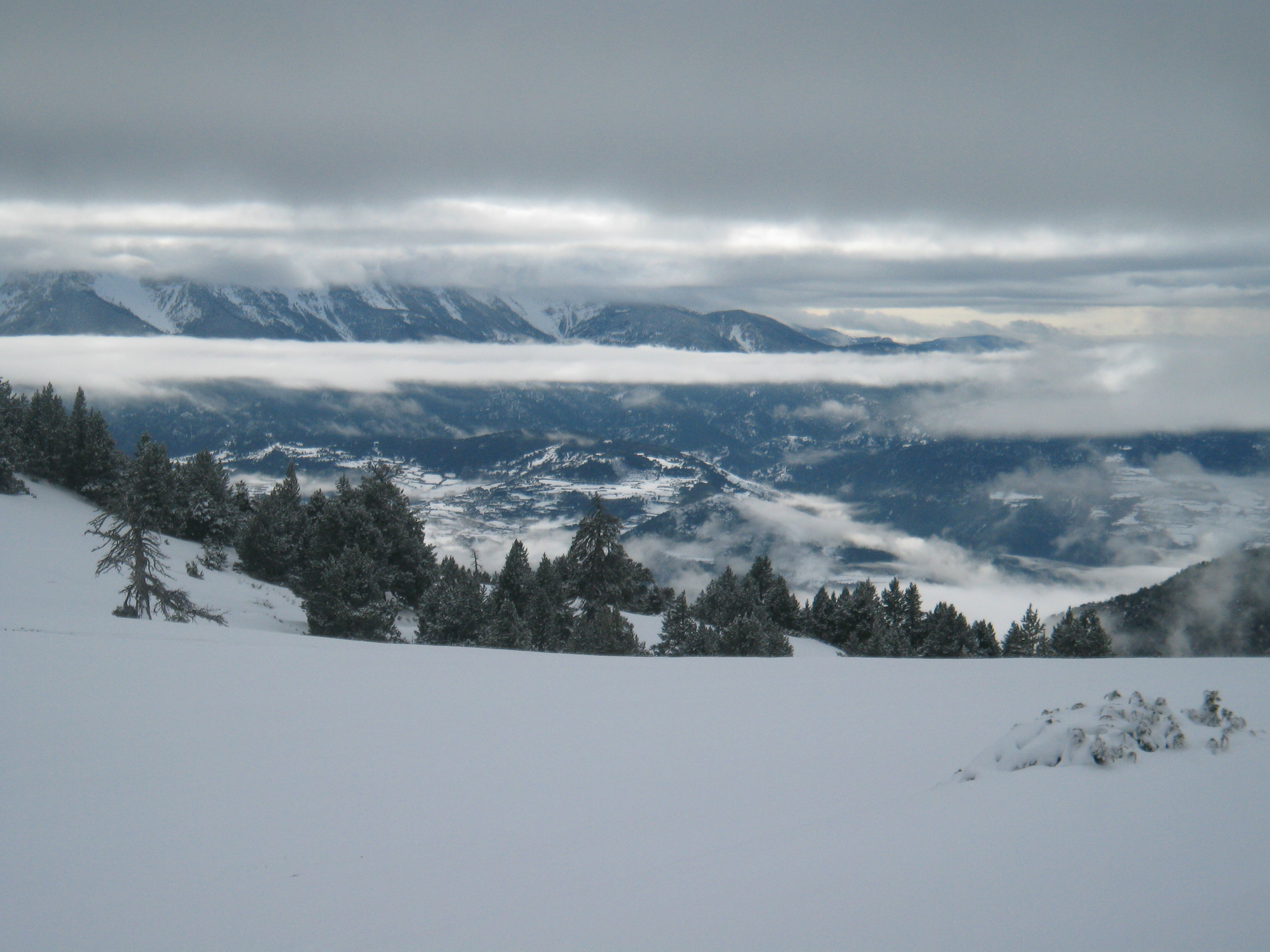
Panoràmica de l'Alt Urgell i la Cerdanya, des de les proximitats al Mirador.